# M'Ssici
M'Ssici  (in arabo مصيسي‎?) è un centro abitato e comune rurale del Marocco situato nella provincia di Tinghir, regione di Drâa-Tafilalet. Conta una popolazione di 6 174 abitanti (censimento 2014).